# Neocheiropteris triglossa
Neocheiropteris triglossa är en stensöteväxtart som först beskrevs av Bak., och fick sitt nu gällande namn av Ren-Chang Ching. Neocheiropteris triglossa ingår i släktet Neocheiropteris och familjen Polypodiaceae. Inga underarter finns listade.